# Tetyra
Tetyra is een geslacht van wantsen uit de familie van de Scutelleridae (Pantserwantsen). Het geslacht werd voor het eerst wetenschappelijk beschreven door Johann Christian Fabricius in 1803.

## Soorten
Het genus bevat de volgende soorten:

- Tetyra antillarum Kirkaldy, 1909
- Tetyra bipunctata (Herrich-Schaeffer, 1839)
- Tetyra hassii Heer, 1853
- Tetyra pinguis (Germar, 1839)
- Tetyra poecila Berg, 1878
- Tetyra robusta Uhler, 1897